# Амина Абдалах Араф ел Омари
Амина Абдалах Араф ел Омари је измишљена особа и превара коју је креирао и одржавао Американац Том Макмастер. Идентитет је презентован као сиријско-амерички блогер, идентификујући се као лезбијка на свом блогу „Лезбијка у Дамаску“ и подржавајући протесте и побуну у Сирији. Током Побуне у Сирији, представљајући се као Аминина рођака, тврдила је да је Амина отета 6. јуна 2011. Ово је изазвало бурну реакцију у оквиру ЛГБТ+ заједнице и било је широко коришћено у мејнстрим медијима.
Након извештаја, постаљана су питања која су сумњала у постојање Араф ал Омари. Дана 7. јуна 2011, блогер Лиз Хенри Енди Карвин (новинар Нацоналног јавног радија из Вашингтона) и други су изнели сумњу о идентитуту блогера. Испоставило се да је наводно њена фотографија заправо грађанка Британије без икаквих веза са Сиријом и побуном. Дана 12. јуна, Али Абунимах и Бенџамин Дохерти са сајта Електроник Интифада спровели су истрагу која је указала да је Амина заправо Мекмастер, Американац који живи у Единбургу. Сат времена касније, Том Мекмастер је поставио на Аминином блогу да преузима одговорност и лажне извештаје о њеном хапшењу.